# Vieux-Charmont
Vieux-Charmont – miejscowość i gmina we Francji, w regionie Burgundia-Franche-Comté, w departamencie Doubs.
Według danych na rok 1990 gminę zamieszkiwało 2571 osób, a gęstość zaludnienia wynosiła 1024 osoby/km² (wśród 1786 gmin Franche-Comté Vieux-Charmont plasuje się na 57. miejscu pod względem liczby ludności, natomiast pod względem powierzchni na miejscu 989.).